# Fischer Ridge
Fischer Ridge (in lingua inglese: Dorsale Fischer) è una dorsale antartica coperta di ghiaccio che si sviluppa in direzione nordovest-sudest tra il Ghiacciaio Kirk e il Ghiacciaio Ironside, nei Monti dell'Ammiragliato, in Antartide.
La dorsale è stata mappata dall' United States Geological Survey (USGS) sulla base di rilevazioni e foto aeree scattate dalla U.S. Navy nel periodo 1960-63.
La denominazione è stata assegnata dall' Advisory Committee on Antarctic Names (US-ACAN) in onore di William H. Fischer, studioso di chimica dell'atmosfera presso la Stazione McMurdo nella sessione estiva del 1966–67.